# 日米防衛協力小委員会
日米防衛協力小委員会（にちべいぼうえいきょうりょくしょういいんかい、英：Subcommittee for Defense Cooperation, SDC）は、1976年7月8日に開かれた第16回日米安全保障協議委員会による合意に基づいて設置された同委員会の下部機構。それまで秘密裡に行われていた日米間の軍事的な共同計画を公式化したガイドラインの策定のために設立された組織に位置づけられる。

## 概要
防衛省によれば、「緊急時における自衛隊と米軍との間の整合のとれた共同対処行動を確保するために取るべき措置に関する指針を含め、日米間の協力のあり方に関する研究協議」を目的とした日米間の協議組織である。 
「日米安保条約の目的を効果的に達成するために、軍事面を含めた日米協力のあり方を研究・協議する」ということが1975年8月に三木武夫首相と坂田防衛庁長官、フォード米大統領とシュレンジンジャー国防長官の間で合意され、これに基づいて設置された。
1978年11月に「日米防衛協力のための指針」を決定した。1997年、2015年にそれぞれ改訂版を作成した。
会議の協議内容は、公開されていない。